# Кубок мира по спортивной акробатике 1987
6-й кубок мира по спортивной акробатике проводился в городе Батон-Руж, США, с 8 по 10 октября 1987 года.

## Результаты

### Мужские акробатические прыжки

#### Многоборье
| Ранг | Команда        | Страна | Очки  |
| ---- | -------------- | ------ | ----- |
| 1    | Сергей Погиба  | СССР   | 29,53 |
| 2    | Фэн Тао        | Китай  | 29,50 |
| 3    | Евгений Иванов | СССР   | 29,06 |

#### Первое упражнение
| Ранг | Команда          | Страна   | Очки  |
| ---- | ---------------- | -------- | ----- |
| 1    | Фэн Тао          | Китай    | 19,70 |
| 2    | Сергей Погиба    | СССР     | 19,56 |
| 3    | Светослав Славов | Болгария | 19,46 |

#### Второе упражнение
| Ранг | Команда        | Страна   | Очки  |
| ---- | -------------- | -------- | ----- |
| 1    | Евгений Иванов | СССР     | 19,69 |
| 2    | Ху Синчан      | Китай    | 19,63 |
| 3    | Й. Цинцарский  | Болгария | 19,43 |

### Мужские пары

#### Многоборье
| Ранг | Команда                            | Страна | Очки  |
| ---- | ---------------------------------- | ------ | ----- |
| 1    | Валерий Ляпунов, Сергей Чижевский  | СССР   | 29,79 |
| 2    | Сю Хон, Ху Бинчэнь                 | Китай  | 29,70 |
| 3    | Робер Вультански, Мариуш Полянский | Польша | 29,20 |

#### Баланс
| Ранг | Команда                            | Страна | Очки  |
| ---- | ---------------------------------- | ------ | ----- |
| 1    | Валерий Ляпунов, Сергей Чижевский  | СССР   | 19,96 |
| 1    | Сю Хон, Ху Бинчэнь                 | Китай  | 19,80 |
| 2    | Робер Вультански, Мариуш Полянский | Польша | 19,46 |

#### Темп
| Ранг | Команда                            | Страна | Очки  |
| ---- | ---------------------------------- | ------ | ----- |
| 1    | Валерий Ляпунов, Сергей Чижевский  | СССР   | 19,89 |
| 2    | Сю Хон, Ху Бинчэнь                 | Китай  | 19,73 |
| 3    | Робер Вультански, Мариуш Полянский | Польша | 19,50 |

### Мужские группы

#### Многоборье
| Ранг | Команда                                                   | Страна | Очки  |
| ---- | --------------------------------------------------------- | ------ | ----- |
| 1    | Чень Ган, Чэнь Сяовэй, Чжан Шихон, ма Сюофу               | Китай  | 29,70 |
| 2    | Чернов, Амбролидзе, Абдулов, Якушов                       | СССР   | 29,49 |
| 3    | Петр Новак, Гжегош Гудзвон, Гжегош Белец, Кшиштоф Брудный | Польша | 29,33 |

#### Баланс
| Ранг | Команда                                                   | Страна | Очки  |
| ---- | --------------------------------------------------------- | ------ | ----- |
| 1    | Чень Ган, Чэнь Сяовэй, Чжан Шихон, ма Сюофу               | Китай  | 19,80 |
| 2    | Петр Новак, Гжегош Гудзвон, Гжегош Белец, Кшиштоф Брудный | Польша | 19,66 |
| 3    | Чернов, Амбролидзе, Абдулов, Якушов                       | СССР   | 19,60 |

#### Темп
| Ранг | Команда                                                   | Страна | Очки  |
| ---- | --------------------------------------------------------- | ------ | ----- |
| 1    | Чень Ган, Чэнь Сяовэй, Чжан Шихон, ма Сюофу               | Китай  | 19,80 |
| 2    | Чернов, Амбролидзе, Абдулов, Якушов                       | СССР   | 19,66 |
| 3    | Петр Новак, Гжегош Гудзвон, Гжегош Белец, Кшиштоф Брудный | Польша | 19,53 |

### Женские акробатические прыжки

#### Многоборье
| Ранг | Гимнаст       | Страна   | Очки  |
| ---- | ------------- | -------- | ----- |
| 1    | Елена Бугаева | СССР     | 29,39 |
| 2    | Пенка Ненова  | Болгария | 29,02 |
| 3    | Хуан Руйфен   | Китай    | 28,99 |

#### Первое упражнение
| Ранг | Гимнаст           | Страна         | Очки  |
| ---- | ----------------- | -------------- | ----- |
| 1    | Хуан Руйфен       | Китай          | 19,43 |
| 2    | Пенка Ненова      | Болгария       | 19,33 |
| 3    | Филиппа Мьюзикент | Великобритания | 19,20 |

#### Второе упражнение
| Ранг | Гимнаст         | Страна   | Очки  |
| ---- | --------------- | -------- | ----- |
| 1    | Пенка Ненова    | Болгария | 19,66 |
| 1    | Ирина Медведева | СССР     | 19,43 |
| 2    | Чжон Юпин       | Китай    | 19,40 |

### Женские пары

#### Многоборье
| Ранг | Команда                               | Страна   | Очки  |
| ---- | ------------------------------------- | -------- | ----- |
| 1    | Анастасия Бабанина, Светлана Безручко | СССР     | 29,46 |
| 2    | Ван Ли, Чжан Сюрон                    | Китай    | 29,33 |
| 3    | Милена Дачева, Николина Колева        | Болгария | 29,09 |

#### Первое упражнение
| Ранг | Команда                               | Страна   | Очки  |
| ---- | ------------------------------------- | -------- | ----- |
| 1    | Ван Ли, Чжан Сюрон                    | Китай    | 19,70 |
| 2    | Анастасия Бабанина, Светлана Безручко | СССР     | 19,66 |
| 3    | Милена Дачева, Николина Колева        | Болгария | 19,39 |

#### Второе упражнение
| Ранг | Команда                               | Страна   | Очки  |
| ---- | ------------------------------------- | -------- | ----- |
| 1    | Анастасия Бабанина, Светлана Безручко | СССР     | 19,70 |
| 2    | Милена Дачева, Николина Колева        | Болгария | 19,56 |
| 3    | Ван Ли, Чжан Сюрон                    | Китай    | 19,53 |

### Женские групповые упражнения

#### Многоборье
| Ранг | Команда                                           | Страна   | Очки  |
| ---- | ------------------------------------------------- | -------- | ----- |
| 1    | Бояна Ангелова, Стефка Баракова, Аргира Курджиева | Болгария | 29,52 |
| 2    | Веньхуан, Джун, Хайянь                            | Китай    | 29,36 |
| 3    | Д. Хвальбоговская, Б. Выжиковская, Б. Кудельская  | Польша   | 28,83 |

#### Баланс
| Ранг | Команда                                           | Страна   | Очки  |
| ---- | ------------------------------------------------- | -------- | ----- |
| 1    | Бояна Ангелова, Стефка Баракова, Аргира Курджиева | Болгария | 19.70 |
| 2    | Веньхуан, Джун, Хайянь                            | Китай    | 19.69 |
| 3    | Жанетт Дефьебр, Александра Вагнер, Инга Рандзоль  | Франция  | 19.19 |

#### Темп
| Ранг | Команда                                           | Страна   | Очки  |
| ---- | ------------------------------------------------- | -------- | ----- |
| 1    | Бояна Ангелова, Стефка Баракова, Аргира Курджиева | Болгария | 19.79 |
| 2    | Веньхуан, Джун, Хайянь                            | Китай    | 19.50 |
| 3    | Д. Хвальбоговская, Б. Выжиковская, Б. Кудельская  | Польша   | 19.30 |

### Смешанные пары

#### Многоборье
| Ранг | Команда                        | Страна   | Очки  |
| ---- | ------------------------------ | -------- | ----- |
| 1    | Нелли Миллер, Евгений Марченко | СССР     | 29,73 |
| 2    | Р. Карастоянова, Эмил Крыстев  | Болгария | 29,62 |
| 3    | Мяо Хэхуа, Си Лиган            | Китай    | 29,43 |

#### Первое упражнение
| Ранг | Команда                        | Страна   | Очки  |
| ---- | ------------------------------ | -------- | ----- |
| 1    | Р. Карастоянова, Эмил Крыстев  | Болгария | 19,76 |
| 2    | Нелли Миллер, Евгений Марченко | СССР     | 19,69 |
| 3    | Мяо Хэхуа, Си Лиган            | Китай    | 19,60 |

#### Второе упражнение
| Ранг | Команда                        | Страна   | Очки  |
| ---- | ------------------------------ | -------- | ----- |
| 1    | Р. Карастоянова, Эмил Крыстев  | Болгария | 19,76 |
| 1    | Нелли Миллер, Евгений Марченко | СССР     | 19,76 |
| 3    | Мяо Хэхуа, Си Лиган            | Китай    | 19,63 |